# Józef Rotblat
Sir Józef Rotblat (Łódź, 1908. november 4. – London, 2005. augusztus 31.) Nobel-békedíjas lengyel származású brit fizikus.

## Munkássága
A Varsói Egyetemen tanult fizikát. 1933-1939-ig a varsói Természettudományos Társaság radiológiai laboratóriumának volt tudományos munkatársa, a második világháború kitörésekor azonban Angliába emigrált. A Liverpooli Egyetem fizika tanszékének volt előadója, docense 1949-ig. 1950-től a Londoni Egyetem fizika professzora volt. 1957-től volt a Pugwash-konferenciák főtitkára egészen 1973-ig, 1988-tól elnöke. Számos más társadalmi funkciója közül kiemelkedik, hogy volt a Lengyel Tudományos Akadémia tagja, a Brit Radiológiai Intézet elnöke, A Kórházi Fizikusok Szövetségének elnöke, Az Amerikai Tudományos Fejlesztési Szövetség tagja, az Amerikai Művészeti és Tudományos Akadémia külföldi tiszteletbeli tagja, a Manchesteri Egyetem Természettudományi és Műszaki Intézetének tiszteletbeli tagja is. A Physics in Medicine and Biology főszerkesztője is volt. 
1995-ben kapott Nobel-békedíjat a Pugwash Conferences on Science and World Affairs-szel együtt a hivatalos indoklás szerint „azért az erőfeszítésért, hogy csökkentsék a nukleáris fegyverek szerepét a nemzetközi politikában, és hosszú távon kiküszöböljék az ilyen fegyvereket”.

## Főbb díjai
- Bertrand Russell Társaság díja: 1983
- Albert Einstein-békedíj: 1992
- Nobel-díj: 1995